# Касълфин
Касълфин (на английски: Castlefin; на ирландски: Caisleán na Finne) е град в северната част на Ирландия, графство Донигал на провинция Ълстър. Разположен е около река Фин на 3 km от границата със Северна Ирландия и на 9 km от административния център на графството град Лифорд. Имал е жп гара от 7 септември 1863 до 1 януари 1960 г. Текстилът е сред основните отрасли на икономиката на града. Населението на града е 810 жители от преброяването през 2006 г. 